# Hanamigawa, Chiba
Hanamigawa (花見川区 Hanamigawa-ku) là quận thuộc thành phố Chiba, tỉnh Chiba, Nhật Bản. Tính đến ngày 1 tháng 10 năm 2020, dân số ước tính của quận là 177.328 người và mật độ dân số là 5.200 người/km2. Tổng diện tích của quận là 34,24 km2.